# Adalbert Toots
Adalbert Toots (ur. 12 marca 1910 w Tartu, zm. 25 sierpnia 1948 w Nowokuźniecku) – estoński zapaśnik walczący w stylu wolnym. Olimpijczyk z Berlina 1936, gdzie zajął siódme miejsce w wadze lekkiej.

## Letnie Igrzyska Olimpijskie 1936
| Konkurencja | Rundy eliminacyjne    | Rundy eliminacyjne   | Rundy eliminacyjne       | Klas. końcowa |
| Konkurencja | Przeciwnik I          | Przeciwnik II        | Przeciwnik III           | Miejsce       |
| ----------- | --------------------- | -------------------- | ------------------------ | ------------- |
| 66 kg       | Eiichi Kazama (JPN) P | Howie Thomas (CAN) Z | Charles Delporte (FRA) P | 7.            |